# Adiemus
Adiemus ist ein Musikprojekt des walisischen Komponisten Karl Jenkins (* 1944). Zudem ist Adiemus auch der Titel eines Liedes, das Jenkins 1994 für einen Werbespot der amerikanischen Fluggesellschaft Delta Air Lines komponierte. Es ist auf dem Album Songs of Sanctuary vertreten.

## Musikstil
Karl Jenkins verbindet harmonischen Chorgesang und Orchester ähnlich wie Enigma. Die „Sprache“, die dabei verwendet wird, ist eine Erfindung von Jenkins und besteht aus erdachten Silben und Wörtern. Vielfach tauchen Worte auf, die dem Lateinischen oder afrikanischen Sprachen ähneln, so wie auch der Bandname „Adiemus“ pseudolateinisch ist. Für Songs of Sanctuary gibt Jenkins darüber Auskunft: „…the vocal sound should be more akin to those heard in ethnic or world music. The ‚words‘ are invented; in this respect the the work is a vocalise, albeit on in which the vowels and consonants are specified.“ Die Blockflöte soll „ethnisch“ klingen und der Musiker kann nach eigenem Ermessen Verzierungen hinzufügen. Statt Blockflöte kann auch eine Querflöte eingesetzt werden.

## Musiker
Auf den ersten vier Alben sang Miriam Stockley. Als zusätzliche Stimme wurde Mary Carewe hinzugezogen, die an den ersten zwei Alben und dem vierten beteiligt war. An dem dritten Album, Dances of Time, wirkte eine Gruppe finnischer Sänger mit, die sich auch bei Vocalise wieder beteiligten.
Auf den ersten drei Alben wurde die Musik vom London Philharmonic Orchestra (LPO) eingespielt. Später gründete Karl Jenkins ein Adiemus-Orchester für das Album The Eternal Knot, welches auch der Soundtrack für eine sechsteilige Dokumentation über die Kelten (produziert vom walisischen Sender S4C, in Deutschland ausgestrahlt von Phoenix) wurde. Für Vocalise engagierte er allerdings wieder das LPO.
2000 wurde Adiemus vom Techno-DJ Mauro Picotto gecovert (Titel: Proximus (Medley with Adiemus)).
2008 brachte das Chameleons Vocal Ensemble auf dem Album Merry Xmas – Frohe Weihnachten den Titel Adiemus als gemischter Chor auf CD (GESA Musikproduktion, CD40263, 2008).

## Diskografie

### Alben
- 1995: Adiemus: Songs of Sanctuary
- 1997: Adiemus II: Cantata Mundi
- 1998: Adiemus III: Dances of Time
- 2000: Adiemus IV: The Eternal Knot
- 2003: Adiemus V: Vocalise
- 2013: Adiemus Colores
- 2017: Symphonic Adiemus

### Kompilationen
- 2000: The Journey: The Best of Adiemus
- 2002: Adiemus Live
- 2002: Adiemus New Best & Live
- 2003: The Essential Adiemus

## Auszeichnungen für Musikverkäufe
| Goldene Schallplatte - Japan - 2001: für das Album The Journey: The Best of Adiemus - Niederlande - 1995: für das Album Songs of Sanctuary - Spanien - 1996: für das Album Songs of Sanctuary | 2× Goldene Schallplatte - Frankreich - 1998: für das Album Songs of Sanctuary Platin-Schallplatte - Finnland - 1996: für das Album Songs of Sanctuary |

Anmerkung: Auszeichnungen in Ländern aus den Charttabellen bzw. Chartboxen sind in ebendiesen zu finden.
| Land/RegionAuszeichnungen für Musikverkäufe (Land/Region, Auszeichnungen, Verkäufe, Quellen) | Gold       | Platin  | Verkäufe | Quellen                     |
| -------------------------------------------------------------------------------------------- | ---------- | ------- | -------- | --------------------------- |
| Deutschland (BVMI)                                                                           | 2× Gold2   | —       | 500.000  | musikindustrie.de           |
| Finnland (IFPI)                                                                              | —          | Platin1 | 66.759   | ifpi.fi                     |
| Frankreich (SNEP)                                                                            | 2× Gold2   | —       | 200.000  | infodisc.fr snepmusique.com |
| Japan (RIAJ)                                                                                 | Gold1      | —       | 100.000  | riaj.or.jp                  |
| Niederlande (NVPI)                                                                           | Gold1      | —       | 50.000   | nvpi.nl                     |
| Österreich (IFPI)                                                                            | Gold1      | —       | 25.000   | ifpi.at                     |
| Schweiz (IFPI)                                                                               | Gold1      | —       | 25.000   | hitparade.ch                |
| Spanien (Promusicae)                                                                         | Gold1      | —       | 50.000   | elportaldemusica.es         |
| Vereinigtes Königreich (BPI)                                                                 | 2× Gold2   | —       | 200.000  | bpi.co.uk                   |
| Insgesamt                                                                                    | 11× Gold11 | Platin1 |          |                             |